# Paul Merrill Spurlin
Paul Merrill Spurlin  (* 2. Oktober 1902 in Fayetteville (Georgia); † 24. Januar 1994 in Middletown (Connecticut)) war ein US-amerikanischer Romanist und Literaturwissenschaftler.

## Leben und Werk
Spurlin studierte an der Emory University in Atlanta (Abschluss 1925) sowie in Lyon. Er promovierte 1936 an der Johns Hopkins University in Baltimore mit der Arbeit Montesquieu and American opinion, 1760–1801 (erschienen u. d. T. Montesquieu in America 1760–1801, Baton Rouge 1940, New York 1969). Er war Professor für Französisch an der Louisiana State University in Baton Rouge, an der University of Alabama in Tuscaloosa und schließlich von 1946 bis 1970 an der University of Michigan in Ann Arbor.

## Weitere Werke
- Rousseau in America, 1760–1809, University of Alabama 1969
- The French Enlightenment in America. Essays on the Times of the Founding Fathers, Athens 1984